# 底特律海底山
底特律海底山（英語：Detroit Seamount），又稱底特律海底平頂山，是一座位於太平洋夏威夷－皇帝海山鏈的海底平頂山。